# Dawuro
Dawuro è una delle zone amministrative in cui è suddivisa la Regione delle Nazioni, Nazionalità e Popoli del Sud in Etiopia.

## Woreda
La zona è composta da 11 woreda:
1. Disa
2. Gena Bosa
3. Isara
4. Kache
5. Loma
6. Mareka
7. Mari Mansa
8. Tercha town
9. Tercha Zuriya
10. Tocha
11. Zabagazo